# Abandoned Places
Abandoned Places: A Time for Heroes — компьютерная ролевая игра для платформ Amiga и DOS, разработанная компанией ArtGame и выпущенная в 1992 году. В игре четыре героя должны спасти мир Калинтии, в котором развивается сюжет. В 1993 году было выпущено продолжение игры — Abandoned Places 2

## Сюжет
12 героев покоятся в каменной тюрьме под Храмом Райского Света, ожидая, пока их помощь потребуется вновь. Когда на Калинтию нападает злой Бронакх, маги Калинтии решают призвать четырёх героев (двух воинов, мага и жреца), чтобы они сразились со злом и защитили Калинтию.

## Игровой процесс
Игрок управляет 4 героями, которых он выбирает в начале игры; у каждого из них имеется свой набор характеристик, а также инвентарь. Помимо иконок для управления персонажами, на экране имеется окно, в котором представлен трёхмерный вид «из глаз» героев.
Бои происходят в реальном времени, при этом оружие и магия имеют период «остывания»: после применения они могут быть использованы лишь спустя некоторое время.
Управление осуществляется в основном с использованием мыши.

## Восприятие
Обозреватели отмечают, что портирование игры с платформы Amiga было выполнено недостаточно качественно: музыкальное оформление присутствует лишь во время заставки, игра не всегда реагирует на движения мыши, а иногда вообще зависает. Несмотря на это, игра оценивается обозревателями достаточно высоко, хотя отмечается, что она проигрывает в сравнении с классическими играми жанра (такими, как Wizardry). В числе её достоинств называется высокая степень свободы действий игрока (ввиду использования модели «открытый мир»), богатство игрового процесса и глубина погружения в мир игры.